# Popis hrvatskih veleposlanika u Jemenu
Republika Hrvatska i Republika Jemen održavaju diplomatske odnose od 17. siječnja 1993. Sjedište veleposlanstva je u Kairu.

## Veleposlanici
Hrvatska nema rezidentno veleposlanstvo u Jemenu. Veleposlanstvo Republike Hrvatske u Arapskoj Republici Egipat pokriva Bahrein, Džibuti, Eritreja, Etiopiju, Irak, Jemen, Jordan, Libanon, Saudijsku Arabiju, Siriju, Sudan i UAE.
| Veleposlanik   | Postavljenje      | Opoziv              | Sjedište |
| -------------- | ----------------- | ------------------- | -------- |
| Drago Štambuk  | 19. svibnja 1999. | 31. listopada 2000. | Kairo    |
| Ivica Tomić    | 7. veljače 2002.  | 14. studenoga 2005. | Kairo    |
| Dražen Margeta | 20. lipnja 2006.  | 31. prosinca 2010.  | Kairo    |

## Vanjske poveznice
- Jemen na stranici MVEP-a